# Lethrus bulbocerus tarbagataicus
Lethrus bulbocerus tarbagataicus es una subespecie de coleóptero de la familia Geotrupidae.

## Distribución geográfica
Habita en Asia Central.